# Gaspar de Borja y Velasco
Gaspar de Borja y Velasco (né le 26 juin 1580 à Villalpando en Espagne et mort le 28 décembre 1645 à Madrid), est un cardinal espagnol de l'Église catholique du XVIIe siècle, créé par le pape Paul V. 
Il est un arrière-petit-fils de François Borgia et un parent des papes Calixte III (1455-1458) et Alexandre VI (1492-1503) et des cardinaux Francisco Antonio de Borja-Centelles y Ponce de León (1700) et Carlos de Borja-Centelles y Ponce de León (1720).

## Biographie
Gaspar de Borja y Velasco est archidiacre et chanoine de la cathédrale de Cuenca et archidiacre de la cathédrale de Tolède. 
Le pape Paul V le crée cardinal lors du consistoire du 7 août 1611. Le cardinal de Borja est ambassadeur de l'Espagne, auprès du Saint-Siège. Il est vice-roi et capitaine-général de Naples et camerlingue du Sacré Collège (1627-1628). Il est nommé archevêque de Séville en 1632. 
Le cardinal de Borja est co-gouverneur du royaume avec la reine Isabelle pendant la guerre de l'Espagne avec la France en 1642-1643 et l'absence du roi. Le roi Philippe IV d'Espagne le nomme à l'archidiocèse de Tolède, mais le pape Urbain VIII le rejette. Le transfert n'est possible que lors du pontificat du pape Innocent X en 1645. 
Il participe au conclave de 1621, lors duquel Grégoire XV est élu pape, au conclave de 1623 (élection d'Urbain VIII) et à celui de 1644 (élection d'Innocent X).